# Сормовская улица (Москва)
Со́рмовская у́лица — улица в Москве в районе Выхино-Жулебино Юго-Восточного административного округа между Рязанским проспектом, Ташкентской и Ферганской улицами.

## Происхождение названия
Названа 13 декабря 1967 года по городу Сормово Горьковской области (ныне району Нижнего Новгорода).

## Учреждения и организации
На улице находится торговый центр «Сормовский» ранее называвшийся «Русмаркет», а до этого «Да», в здании которого расположен магазин «Фамилия». Также на улице расположена прогимназия № 1882, детские сады №№ 931, 1413, 1494 и диагностический центр № 3 (бывшая городская поликлиника № 178), ОВД «Выхино». В конце улицы находятся входы на Центральную и Мусульманскую части Кузьминского кладбища, улица проходит между ними.

## Транспорт

### Метро
Ближайшие станции метро —  Выхино,  Юго-Восточная.

### Железнодорожный транспорт
Ближайшая железнодорожная платформа —  Выхино.

### Автобус
По улице проходят автобусы 143, 208, 429, 491.